# Chironomus sessilis
Chironomus sessilis är en tvåvingeart som först beskrevs av Jean-Jacques Kieffer 1911.  Chironomus sessilis ingår i släktet Chironomus och familjen fjädermyggor.
Artens utbredningsområde är Nepal. Inga underarter finns listade i Catalogue of Life.